# UAAG
UAAG (англ. User Agent Accessibility Guidelines) — інструкція по забезпеченню доступності вебдодатків для людей з обмеженими фізичними можливостями.
UAAG визначає, яким чином браузери, медіаплеєри та інші «агенти користувача» повинні забезпечувати доступність вебдодатків для людей з обмеженими фізичними можливостями і працювати з допоміжними технологіями.
Робоча група з UAAG (UAWG) в оновленій робочій версії специфікації Implementing UAAG 2.0 дала
Приклади з області забезпечення доступності мобільних технологій.